# St. Maria Magdalena (Ruppichteroth)
Koordinaten: 50° 50′ 20″ N, 7° 26′ 12,6″ O

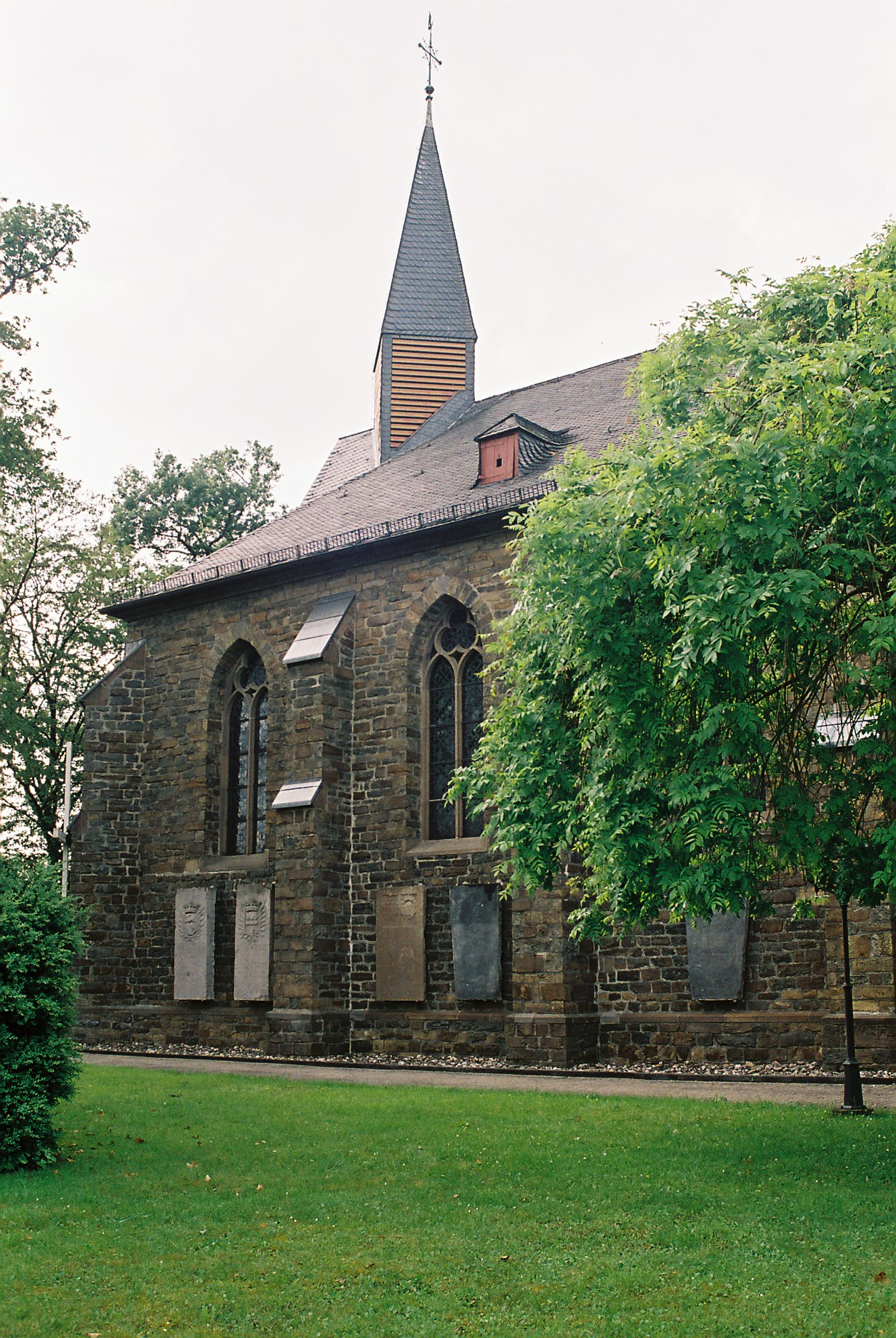
St. Maria Magdalena

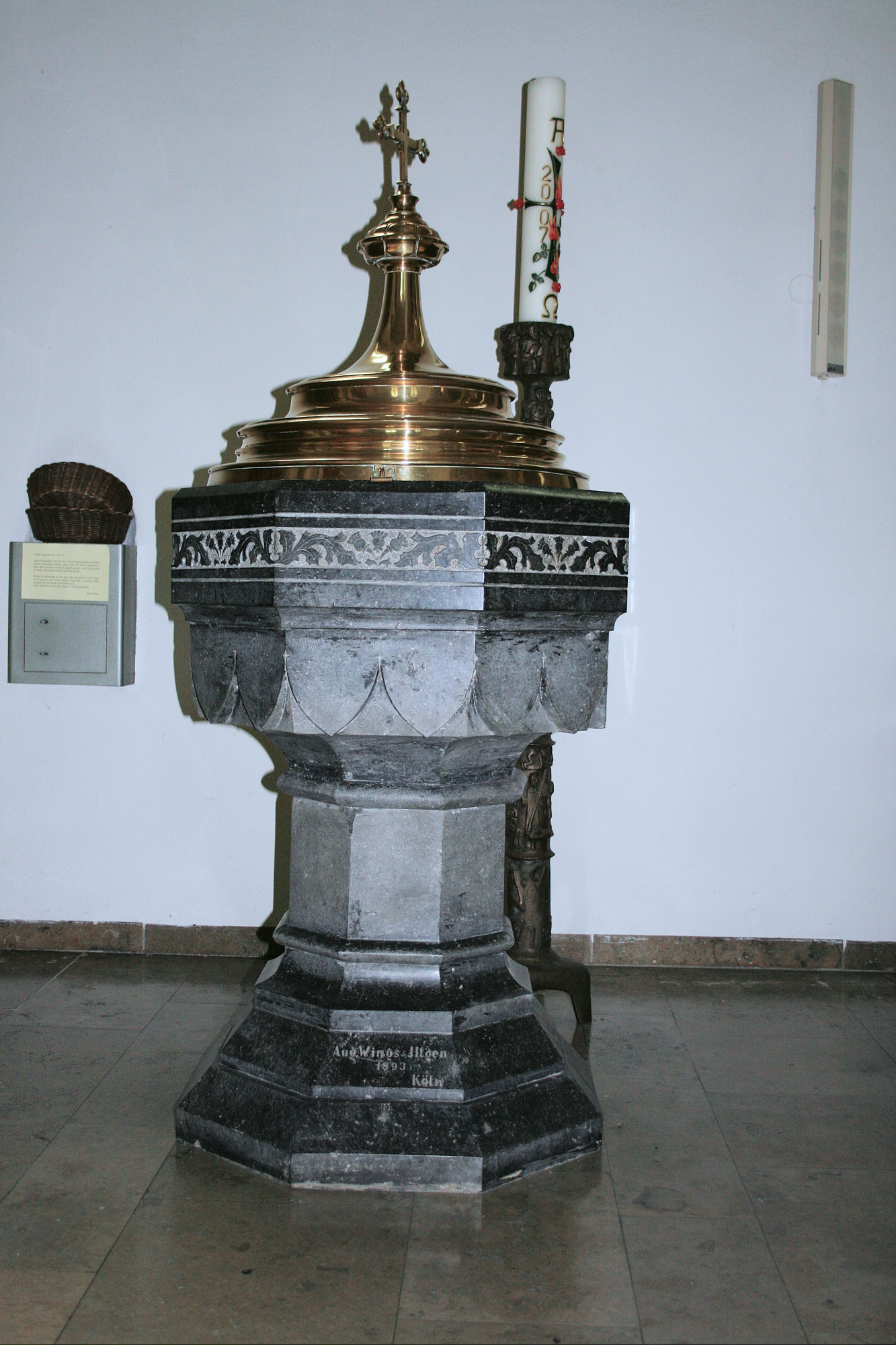
Der Taufstein aus dem Jahr 1893

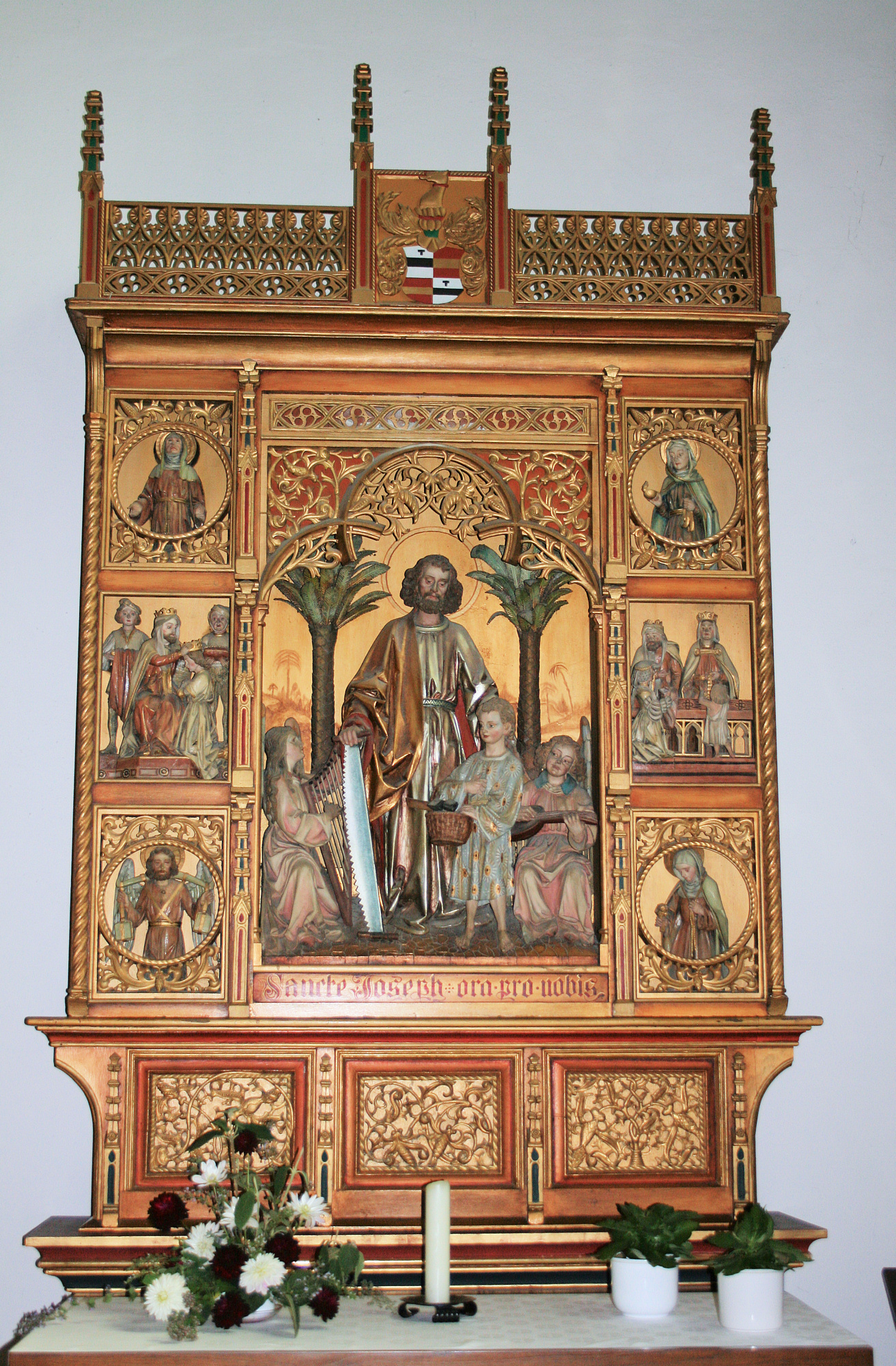
Der St.-Joseph-Altar im Südschiff

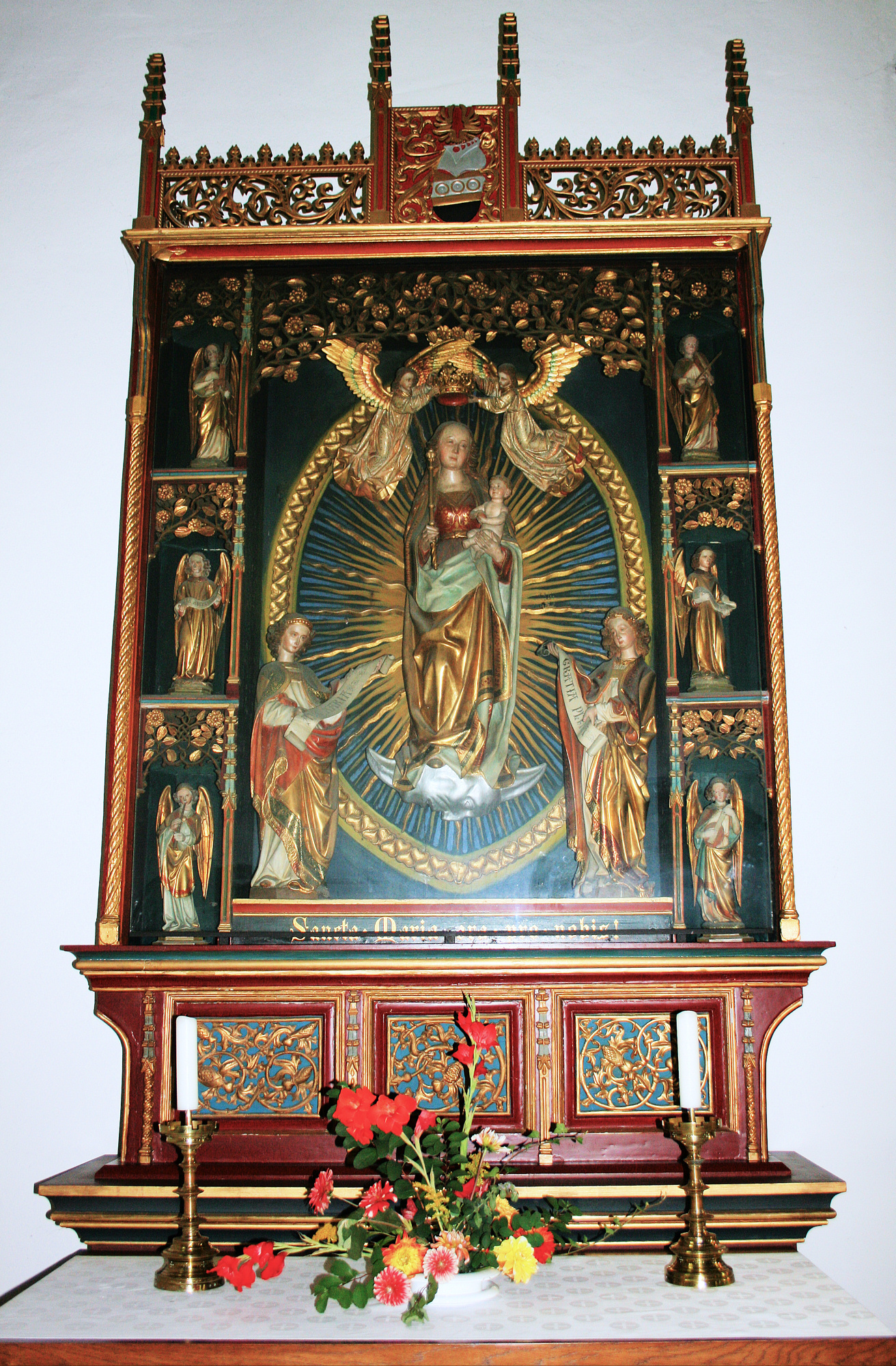
Der Marienaltar im Nordschiff entstand um 1520

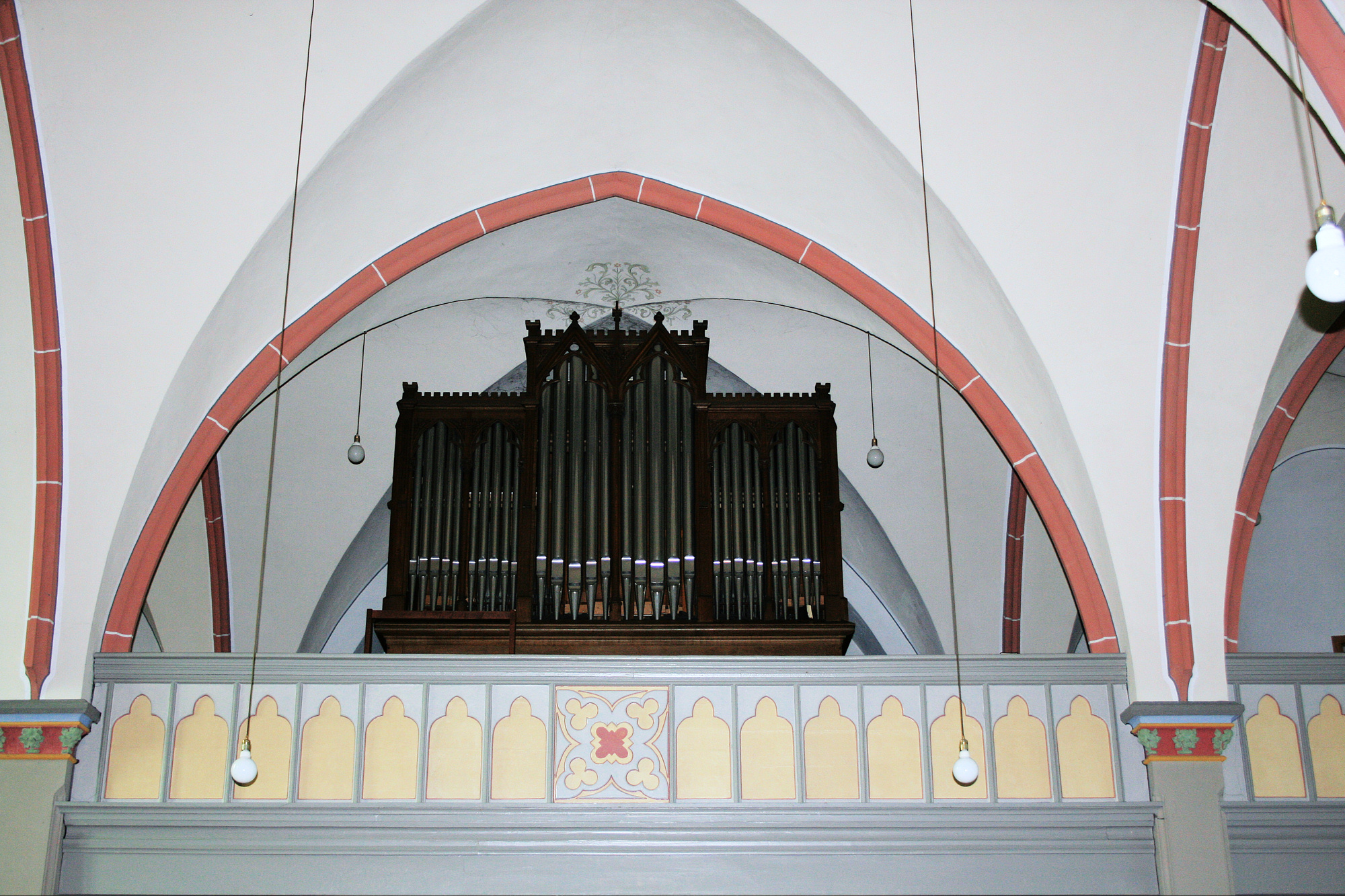
Der Chor mit der Orgel

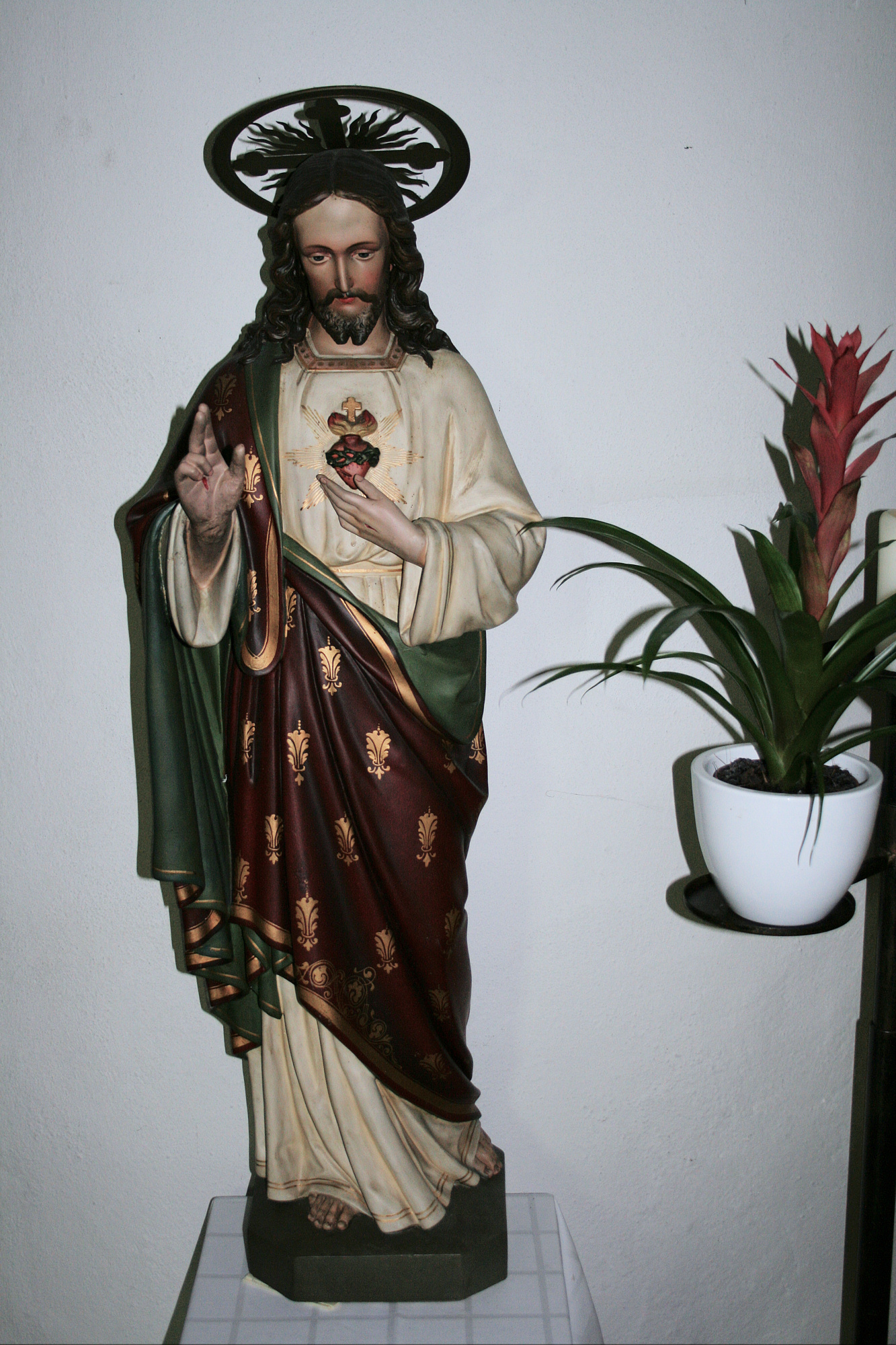
Jesusstatue

Die Kirche St. Maria Magdalena ist die römisch-katholische Pfarrkirche in Schönenberg, einem Ortsteil von Ruppichteroth im Rhein-Sieg-Kreis. Sie liegt über hohen Bruchsteinmauern auf einem Bergsporn über dem Bröltal.

## Geschichte
Schönenberg wurde am 27. November 1866 eigene Pfarrgemeinde, nachdem bereits am 6. Januar 1863 ein eigener Friedhof eingeweiht worden war. Der Gottesdienst fand anfangs in einer Kapelle St. Maria Magdalena statt, die den Herren von Herrenbröl unterstand.
Am 30. August 1874 wurde der Grundstein für die Kirche St. Maria Magdalena gesetzt. Bereits nach neunmonatiger Bauzeit wurde der Bau vollendet, so dass die Kirche am 11. Januar 1876 eingesegnet werden konnte. In der Zeit des ersten Pfarrers Heinrich Joseph Jansen († 1882) wurde das Kircheninnere ausgemalt. Aufgrund des Kulturkampfes blieb die Pfarrstelle dann bis 1884 unbesetzt.
Pfarrer Hubert Jakob Theilen kam erst als Pfarrverwalter nach Schönenberg, bis er nach vier Jahren, am 19. Januar 1888 ordentlicher Pfarrer wurde. Unter ihm wurde eine neue Kanzel angeschafft und die bisher im Kirchenschiff befindlichen Glocken im Turm installiert. 1889 wurde anstelle des Harmoniums eine 13-Register-Orgel angeschafft. 1892 wurden 60 m Bruchsteinmauer um die Kirche errichtet, gekrönt mit einem Eisengitter.
1894 wurde aus Krankheitsgründen Pfarrer Blum eingesetzt. In seine Zeit fielen der Bau der Sakristei und der Mauer an deren Aufgang.
1899 folgte bereits Pfarrer Wilhelm Esser. Dieser gründete 1899 die Schönenberger Pfarr-Blaskapelle und kaufte die angrenzende Wirtschaft Kamp als Versammlungs- und Theaterhaus. Hier zogen 1899 Schwestern des St.-Vincent-Ordens ein und übernahmen hierfür die Reinigung der Kirche und der Kirchenwäsche. In der Amtszeit von Esser wurde das Pfarrhaus um einen Backsteinbau erweitert.
Nach dessen Tod 1901 wurde Caspar Thywissen Pfarrer. Er baute, großteils auf seine privaten Kosten, ein neues Heim für die St.-Vincent-Schwestern, die inzwischen neben der Krankenpflege eine Kinderbewahrschule eingerichtet hatte. Deren ehemaliges Haus diente kurzfristig als Poststelle und dann als Küsterwohnung. Durch Thywissen wurden die aus der Kapelle stammenden Totenschilder der dort beigesetzten Herren zu Herrenbröl restauriert und in der Kirche angebracht. Im Einzelnen handelt es sich um
- Engelbert von Scheid genannt Weschpfennig, Amtmann von Blankenberg und Erbauer der alten Kapelle, verstorben 1546
- Wilhelm Freiherr von Scharrenberg, zur Weschpfennigsbröl, Scheidt und Hover Bach, verstorben 1720
- Engelbertus Christopherus Freiherr von Scharrenberg, Herr zu Weschpfennigbröl, Scheid und Saurenbach, verstorben 17..
- Adolph Christopher Engelbert Freiherr von Neunkirchen, genannt Nievenheim, Herr zur Bröl, Scheid und Saurenbach, verstorben 1755

Außerdem ließ Thywissen den aus dem 16. Jahrhundert stammenden Marienaltar auf seine Kosten restaurieren.
1909 wurde Franz Heinen Pfarrer. In seine Zeit fiel die Abgabe der großen Glocke Maria sins labe original concepta an die Rüstung, die im Gegensatz zu den ebenfalls abgegebenen Orgelpfeifen nicht ersetzt wurde. 1914 wurde der um die Kirche gelegene Friedhof durch einen neuen Friedhof ersetzt.
1927 bis 1951 folgte dann Pfarrer Thißen. 1935 ließ dieser die Kirche renovieren. Aus dieser Zeit stammt der Beichtstuhl und der Fußboden aus Naturstein.
In der Zeit des 1951 eingesetzten Pfarrers Erich Strott erfolgten wesentliche Veränderungen. Das Kirchendach wurde 1956 in neuer Schieferkonstruktion restauriert. Zu der kleinen, immerhin zwei Zentner schweren Glocke Maria Magdalena, die 1885 von dem Sieglarer Glockengießer Claren aus Altmaterial gegossen worden war, kamen zwei neue Glocken. Hersteller war die Firma Petit & Gebr. Edelbrock aus Gescher. Die größere Glocke Christus Rex, Christus regnat, Christus imperat, Christus triumphat hat ein Gewicht von sechs Zentnern, die kleinere Regina Pacis, Ora pro nobis et pro mortuis ein Gewicht von dreieinhalb Zentnern. Das Pfarrhaus wurde 1961 abgerissen und durch einen Neubau ersetzt. Die ehemalige Gaststätte Kamp wurde ebenfalls abgerissen und durch ein neues Pfarrheim ersetzt, in dem auch Küsterwohnung und Pfarrbücherei untergebracht wurden. In der Kirche wurde die unzureichende Ölofenheizung durch eine Fußbodenheizung ersetzt.